# Pygmémöss
Pygmémöss (Baiomys) är ett släkte i familjen Cricetidae. De räknas till Nordamerikas minsta gnagare.
Individerna når en kroppslängd mellan 5 och 8 centimeter och därtill kommer en 4 till 5 centimeter lång svans. Vikten ligger bara mellan 7 och 8 gram. Pälsen är på ovansidan brunaktig med svarta eller röda nyanser och på buken gråvit. Jämförd med släktet bruna möss har arterna mer avrundade öron. I USA kallas dessa djur för pygmy mice men de är inte släkt med den europeiska dvärgmusen.
Utbredningsområdet sträcker sig från södra USA över Mexiko till Nicaragua. Habitatet utgörs främst av halvöknar med några buskar som gömställen. Dessutom besöks jordbruksmark. Födan utgörs främst av gröna växtdelar samt några frön och insekter.
Pygmémöss kan para sig hela året. Efter dräktigheten som varar omkring 20 dagar föder honan 1 till 5 ungar. En hona i fångenskap hade i loppet av 200 dagar nio kullar. Ungarna lever sina första dagar i bon som göms bland buskarnas grenar och som byggs av torra växtdelar. Bägge föräldrarna är ansvariga för ungarnas uppfostring. Redan 30 dagar efter födelsen är ungarna självständiga. Individer i fångenskap blev upp till tre år gamla men i naturen dör de troligen tidigare.
Släktet bildas av två arter:
- Baiomys taylori i norra Mexiko, Texas, Oklahoma och Arizona.
- Baiomys musculus från södra Mexiko till Nicaragua.

Fram till 1950-talet fanns den norra arten inte i USA men den ökade sitt utbredningsområde kontinuerligt. Under 1990-talet iakttogs den för första gången i New Mexico. Det antas att människans aktiviteter som jordbruk gynnar pygmémössen.
Pygmémössens närmaste släktingar finns i släktet Scotinomys.